# (361) Bononia
(361) Bononia – planetoida z grupy pasa głównego asteroid.

## Odkrycie
Została odkryta 11 marca 1893 roku w Observatoire de Nice w Nicei przez Auguste Charloisa. Nazwa planetoidy pochodzi od łacińskiej nazwy miasta Bolonia jak również francuskiego miasta Boulogne-sur-Mer. Przed jej nadaniem planetoida nosiła oznaczenie tymczasowe (361) 1893 P.

## Orbita
Okrążająca Słońce w ciągu 7 lat i 318 dni w średniej odległości 3,96 j.a. (361) Bononia należy do planetoid z rodziny Hilda, poruszających się po zbliżonych orbitach i pozostających w rezonansie 3:2 z Jowiszem.